# Abdoul Karim Yoda
Abdoul Karim Yoda (Annemasse, 25 ottobre 1988) è un calciatore francese, centrocampista dell'Al-Hazem.

## Palmarès

### Club
- Coppa Svizzera: 1

Sion: 2010-2011